# Pod Borem (województwo łódzkie)
Pod Borem – kolonia w Polsce położona w województwie łódzkim, w powiecie skierniewickim, w gminie Głuchów.
W latach 1975–1998 kolonia administracyjnie należała do województwa skierniewickiego.